# André Langaney
André Langaney (né le 3 décembre 1942) est un généticien et vulgarisateur scientifique français, spécialiste de l'évolution et de la génétique des populations.

## Biographie
Ancien élève de l'École normale supérieure (1963), agrégé de sciences naturelles[Quand ?] et docteur d'État en biologie humaine (1972), André Langaney a été directeur[Quand ?] du laboratoire d'Anthropologie biologique du Musée de l'Homme, puis professeur à l'Université de Genève.

## Œuvre
Une partie du grand public le connaît mieux par ses chroniques de vulgarisation scientifique, parues tout d'abord dans Charlie Hebdo (pendant quelques mois), puis dans Siné Hebdo (jusqu'à la faillite du journal en avril 2010) et sa suite, Siné Mensuel, auxquels il collabore sous le pseudonyme de Dédé-la-Science. Il est l'auteur de la phrase : « Qui fait un œuf, fait du neuf ».
Il est également chroniqueur au Courrier de Genève et au magazine Psikopat. Il a également tenu une chronique au mensuel suisse La Cité aujourd'hui disparu. 

### Notion de races humaines
André Langaney pense que, dans le cas de l'homme, le concept de race est infondé du point de vue génétique, car il suppose une classification arbitraire des êtres humains. Tout au plus peut-on parler de fréquence de certains allèles dans une zone géographique donnée.
À ses yeux, l'existence de caractères raciaux génétiquement repérables n'a jamais pu être démontrée scientifiquement. Se fondant sur les travaux des biologistes, il explique qu'« il n'y a pas de marqueur génétique de la race » et que les prétendues « races humaines » ne sont donc qu'un concept culturel.
Toutefois, ajoute-t-il, on ne doit pas nier la diversité physique et biologique humaine, dont la science n'a fait que renforcer l’évidence perceptible. Simplement, celle-ci concerne plus les individus que des groupes de personnes, qu'il est impossible de déterminer de manière scientifique.
Contre l'avis de ses supérieurs, il a fait retirer en 1974 des galeries publiques du Musée de l'Homme le squelette de Saartjie Baartman, dite « la Vénus hottentote », puis, en 1976, son moulage, ce qui lui valut une grande reconnaissance internationale.

### Quête hors de la génétique
La génétique s'étant montrée incapable de définir des groupes humains, André Langaney s'est intéressé aux caractéristiques culturelles et à l'anthropologie. Les sociétés humaines sont différentiées par leur adaptation à divers environnements et par leur langage. Le décloisonnement entre les sciences exactes et humaines lui semble profitable pour l'intellect, car il mobilise les conceptions; il est aussi fructueux pour la médecine.

## Ouvrages
- Le sexe et l'innovation, Paris, Éd. du Seuil, 1979  (ISBN 2-02-005275-X)
- Les hommes : passé, présent, conditionnel, Paris, A. Colin, 1988  (ISBN 2-200-37117-9)
- Le sauvage central, Paris, R. Chabaud, 1991  (ISBN 2-87749-031-9)
- Tous parents, tous différents (en collaboration avec N. Hubert Van Blijenburgh et Alicia Sanchez-Mazas), Paris, Muséum national d'histoire naturelle  (ISBN 2877490343) [publié à l'occasion de l'exposition qui s'est tenue au Musée de l'Homme (Paris) en 1992]
- [Clottes & al. 1996] Jean Clottes, Jean Guilaine, André Langaney et Dominique Simonnet, La plus belle histoire de l'homme. Comment la Terre devint humaine, Paris, Seuil, 1996 (réimpr. éd. du Seuil, coll. « Points » (no 897), 2001, 186 p.,  (ISBN 2-02-050576-2), (BNF 37689330)), 164 p. (ISBN 2-02-026440-4).
- La philosophie… biologique, Paris, Belin, 1999,  (ISBN 2-7011-2319-4)
- L'injustice racontée à ma fille, Paris, Plon, 2001  (ISBN 2-259-19417-6)
- Si Hippocrate voyait ça !  (en collaboration de Jean Bernard), Paris, Jean-Claude Lattès, 2003  (ISBN 2-7096-2394-3)
- Ainsi va la vie… : la science au jour le jour, Paris, Éd. Sang de la Terre-Médial, 2012  (ISBN 978-2-86985-277-8)